# 普阳农场
普阳农场是位于中华人民共和国黑龙江省鹤岗市绥滨县的一个国有农场，隶属于黑龙江省农垦宝泉岭管理局。所在区域列为绥滨县的一个类似乡级单位。
普阳农场始建于1971年，位于松花江下游北岸，绥滨县与萝北县交界处。总面积516平方公里，总人口10 954人。

## 行政区划
普阳农场下辖以下单位：
普阳场直社区、普阳农场第一管理区、普阳农场第二管理区、普阳农场第三管理区和普阳农场第四管理区。